# Стеван Йоветич
Стеван Йоветич (серб. Stevan Jovetić, нар. 2 листопада 1989, Подгориця) — чорногорський футболіст, нападник збірної Чорногорії та кіпрської «Омонії».
Насамперед відомий виступами за «Фіорентину», «Монако», а також національну збірну Чорногорії, у складі якої є рекордсменом за кількістю забитих голів в офіційних матчах.

## Клубна кар'єра
Народився 2 листопада 1989 року в місті Подгориця. Вихованець юнацьких команд футбольних клубів «Младост» та «Партизан».
У дорослому футболі дебютував 2006 року виступами за команду клубу «Партизан», в якій провів два сезони, взявши участь у 51 матчі чемпіонату.  Більшість часу, проведеного у складі «Партизана», був основним гравцем атакувальної ланки команди.
До складу клубу «Фіорентина» приєднався 2008 року. Протягом п'яти сезонів встиг відіграти за «фіалок» 116 матчів в національному чемпіонаті, в яких забив 35 голів.
Влітку 2013 року став гравцем «Манчестер Сіті», проте не зміг вибороти собі місце в основному складі «Сіті» і, провівши за два сезони в усіх турнірах 44 гри, повернувся до Італії, приєднавшись на умовах дворічної оренди до «Інтернаціонале». У липні 2016 року Інтер викупив його контракт. Проте незабаром стало зрозуміло, що Йоветич не входить в плани тренера «Інтернаціонале» Франка де Бура. 
Тому в січні 2017 року було оголошено, що Йоветич переходить до «Севільї» на правах оренди. В іспанській першості провів 21 гру, в якій відзначився 6 забитими голами.
Влітку 2017 року повернувся до «Інтернаціонале».
29 серпня 2017 оголосили про перехід Йоветича в «Монако». У монегаському клубі грав мало через постійні травми: за два роки Йоветич травмувався сім разів.
27 липня 2021 року уклав дворічний контракт з берлінською «Гертою», представником німецької Бундесліги.
4 Вересня 2023 року грецький «Олімпіакос» оголосив про підписання Йоветича.
В серпні 2024 року Йоветич як вільний агент перейшов до кіпрського клубу «Омонія».

## Виступи за збірні
У 2007 році залучався до складу молодіжної збірної Чорногорії. На молодіжному рівні зіграв у 7 офіційних матчах, забив 2 голи.
В тому ж році дебютував в офіційних матчах у складі національної збірної Чорногорії. Станом на 27 липня 2021 року провів у формі головної команди країни 61 матч, забивши рекордний 31 гол.
| Дата       | Місто          | Господарі          | Результат | Гості              | Турнір                               | Голи | Примітки     |
| ---------- | -------------- | ------------------ | --------- | ------------------ | ------------------------------------ | ---- | ------------ |
| 24-3-2007  | Подгориця      | Чорногорія         | 2 – 1     | Угорщина           | товариський матч                     | -    | 85'          |
| 26-3-2008  | Подгориця      | Чорногорія         | 3 – 1     | Норвегія           | товариський матч                     | -    | 74'          |
| 31-5-2008  | Бухарест       | Румунія            | 4 – 0     | Чорногорія         | товариський матч                     | -    | 46'          |
| 20-8-2008  | Будапешт       | Угорщина           | 3 – 3     | Чорногорія         | товариський матч                     | 2    |              |
| 6-9-2008   | Подгориця      | Чорногорія         | 2 – 2     | Болгарія           | Відбір до ЧС 2010                    | 1    | 13'          |
| 10-9-2008  | Подгориця      | Чорногорія         | 0 – 0     | Ірландія           | Відбір до ЧС 2010                    | -    |              |
| 15-10-2008 | Лечче          | Італія             | 2 – 1     | Чорногорія         | Відбір до ЧС 2010                    | -    |              |
| 19-11-2008 | Подгориця      | Чорногорія         | 2 – 1     | Північна Македонія | товариський матч                     | 1    | 80'          |
| 28-3-2009  | Подгориця      | Чорногорія         | 0 – 2     | Італія             | Відбір до ЧС 2010                    | -    |              |
| 1-4-2009   | Тбілісі        | Грузія             | 0 – 0     | Чорногорія         | Відбір до ЧС 2010                    | -    | 66'          |
| 12-8-2009  | Подгориця      | Чорногорія         | 2 – 1     | Уельс              | товариський матч                     | 1    |              |
| 5-9-2009   | Софія (місто)  | Болгарія           | 4 – 1     | Чорногорія         | Відбір до ЧС 2010                    | 1    |              |
| 9-9-2009   | Подгориця      | Чорногорія         | 1 – 1     | Кіпр               | Відбір до ЧС 2010                    | -    | 64'          |
| 10-10-2009 | Подгориця      | Чорногорія         | 2 – 1     | Грузія             | Відбір до ЧС 2010                    | -    | 26'          |
| 4-6-2011   | Подгориця      | Чорногорія         | 1 – 1     | Болгарія           | Відбір до ЧЄ 2012                    | -    | 72'          |
| 10-8-2011  | Шкодер (місто) | Албанія            | 3 – 2     | Чорногорія         | товариський матч                     | -    | 33'          |
| 2-9-2011   | Кардіфф        | Уельс              | 2 – 1     | Чорногорія         | Відбір до ЧЄ 2012                    | 1    |              |
| 7-10-2011  | Подгориця      | Чорногорія         | 2 – 2     | Англія             | Відбір до ЧЄ 2012                    | -    | 88'          |
| 11-11-2011 | Прага          | Чехія              | 2 – 0     | Чорногорія         | Відбір до ЧЄ 2012                    | -    |              |
| 15-11-2011 | Подгориця      | Чорногорія         | 0 – 1     | Чехія              | Відбір до ЧЄ 2012                    | -    |              |
| 29-2-2012  | Подгориця      | Чорногорія         | 2 – 1     | Ісландія           | товариський матч                     | 2    | 90'          |
| 15-8-2012  | Подгориця      | Чорногорія         | 2 – 0     | Латвія             | товариський матч                     | 1    | 79'          |
| 7-9-2012   | Подгориця      | Чорногорія         | 2 – 2     | Польща             | Відбір до ЧС 2014                    | -    |              |
| 11-09-2012 | Серравалле     | Сан-Марино         | 0 – 6     | Чорногорія         | Відбір до ЧС 2014                    | -    |              |
| 16-10-2012 | Донецьк        | Україна            | 0 – 1     | Чорногорія         | Відбір до ЧС 2014                    | -    | 86'          |
| 22-3-2013  | Кишинів        | Молдова            | 0 – 1     | Чорногорія         | Відбір до ЧС 2014                    | -    |              |
| 26-3-2013  | Подгориця      | Чорногорія         | 1 – 1     | Англія             | Відбір до ЧС 2014                    | -    |              |
| 7-6-2013   | Подгориця      | Чорногорія         | 0 – 4     | Україна            | Відбір до ЧС 2014                    | -    | 42'          |
| 14-8-2013  | Жодино         | Білорусь           | 1 – 1     | Чорногорія         | товариський матч                     | -    | 25'          |
| 11-10-2013 | Лондон         | Англія             | 4 – 1     | Чорногорія         | Відбір до ЧС 2014                    | -    | 81'          |
| 15-10-2013 | Подгориця      | Чорногорія         | 2 – 5     | Молдова            | Відбір до ЧС 2014                    | 2    | 17'          |
| 23-5-2014  | Братислава     | Словаччина         | 2 – 0     | Чорногорія         | товариський матч                     | -    | 87'          |
| 26-5-2014  | Гартберг       | Чорногорія         | 0 – 0     | Іран               | товариський матч                     | -    | 72'          |
| 9-10-2014  | Вадуц          | Ліхтенштейн        | 0 – 0     | Чорногорія         | Відбір до ЧЄ 2016                    | -    | 74'          |
| 15-11-2014 | Подгориця      | Чорногорія         | 1 – 1     | Швеція             | Відбір до ЧЄ 2016                    | 1    |              |
| 27-3-2015  | Подгориця      | Чорногорія         | 0 – 3     | Росія              | Відбір до ЧЄ 2016                    | -    |              |
| 8-6-2015   | Віборг         | Данія              | 2 – 1     | Чорногорія         | товариський матч                     | 1    | (к) 43'      |
| 5-9-2015   | Подгориця      | Чорногорія         | 2 – 0     | Ліхтенштейн        | Відбір до ЧЄ 2016                    | 1    | 69'          |
| 8-9-2015   | Кишинів        | Молдова            | 0 – 2     | Чорногорія         | Відбір до ЧЄ 2016                    | -    | (к) 88'      |
| 12-11-2015 | Скоп'є         | Північна Македонія | 4 – 1     | Чорногорія         | товариський матч                     | 1    | (к)          |
| 4-9-2016   | Клуж-Напока    | Румунія            | 1 – 1     | Чорногорія         | Відбір до ЧС 2018                    | 1    | 88'          |
| 8-10-2016  | Подгориця      | Чорногорія         | 5 – 0     | Казахстан          | Відбір до ЧС 2018                    | 1    | (к)          |
| 11-10-2016 | Копенгаген     | Данія              | 0 – 1     | Чорногорія         | Відбір до ЧС 2018                    | -    | (к)          |
| 11-11-2016 | Єреван         | Вірменія           | 3 – 2     | Чорногорія         | Відбір до ЧС 2018                    | 1    | (к)          |
| 4-6-2017   | Подгориця      | Чорногорія         | 1 – 2     | Іран               | товариський матч                     | 1    | (к)          |
| 10-6-2017  | Подгориця      | Чорногорія         | 4 – 1     | Вірменія           | Відбір до ЧС 2018                    | 3    | (к)          |
| 1-9-2017   | Астана         | Казахстан          | 0 – 3     | Чорногорія         | Відбір до ЧС 2018                    | -    | (к)          |
| 4-9-2017   | Подгориця      | Чорногорія         | 1 – 0     | Румунія            | Відбір до ЧС 2018                    | 1    | (к)          |
| 5-10-2017  | Подгориця      | Чорногорія         | 0 – 1     | Данія              | Відбір до ЧС 2018                    | -    | 20'          |
| 23-3-2018  | Нікозія        | Кіпр               | 0 – 0     | Чорногорія         | товариський матч                     | -    | (к) 65'      |
| 11-10-2018 | Подгориця      | Чорногорія         | 0 – 2     | Сербія             | Ліга націй УЄФА 2018-2019 - 1-й етап | -    | (к)          |
| 5-9-2020   | Строволос      | Кіпр               | 0 – 2     | Чорногорія         | Ліга націй УЄФА 2020-2021 - 1-й етап | 2    | 46' кап.     |
| 8-9-2020   | Люксембург     | Люксембург         | 0 – 1     | Чорногорія         | Ліга націй УЄФА 2020-2021 - 1-й етап | -    | кап. 62'     |
| 10-10-2020 | Подгориця      | Чорногорія         | 2 – 0     | Азербайджан        | Ліга націй УЄФА 2020-2021 - 1-й етап | 1    | кап. 81'     |
| 13-10-2020 | Подгориця      | Чорногорія         | 1 – 2     | Люксембург         | Ліга націй УЄФА 2020-2021 - 1-й етап | -    | кап.         |
| 11-11-2020 | Подгориця      | Чорногорія         | 0 – 0     | Казахстан          | товариський матч                     | -    | 56'          |
| 14-11-2020 | Баку           | Азербайджан        | 0 – 0     | Чорногорія         | Ліга націй УЄФА 2020-2021 - 1-й етап | -    | кап. 90+3'   |
| 17-11-2020 | Подгориця      | Чорногорія         | 4 – 0     | Кіпр               | Ліга націй УЄФА 2020-2021 - 1-й етап | 1    | кап. 16' 61' |
| 24-3-2021  | Рига           | Латвія             | 1 – 2     | Чорногорія         | Відбір до ЧС 2022                    | 2    | кап.         |
| 27-3-2021  | Подгориця      | Чорногорія         | 4 – 1     | Гібралтар          | Відбір до ЧС 2022                    | 1    | 46'          |
| 30-3-2021  | Подгориця      | Чорногорія         | 0 – 1     | Норвегія           | Відбір до ЧС 2022                    | -    | кап.         |
| Усього     |                | Матчів (2 місце)   | 61        |                    | Голів (1 місце)                      | 31   |              |

## Титули і досягнення
- Чемпіон Англії (1):

«Манчестер Сіті»:  2013-2014
- Володар Кубка англійської ліги (1):

«Манчестер Сіті»:  2013-2014
- Переможець Ліги конференцій УЄФА (1):

«Олімпіакос»: 2023-2024
Особисті
- Гравець року в Чорногорії: 2009